# Barberà del Vallès
Barberà del Vallès település Spanyolországban, Barcelona tartományban. Lakosainak száma 33 575 fő (2024).

## Földrajza
Barberà del Vallès Badia del Vallès, Montcada i Reixac, Sabadell, Santa Perpètua de Mogoda, Ripollet és Cerdanyola del Vallès községekkel határos.

## Testvértelepülések
- Grugliasco
- Linares

## Népesség
A település lakosságának változását az alábbi diagram mutatja:
| Lakosok száma | 144  | 805  | 1936 | 2660 | 29 901 | 27 202 | 31 144 | 32 550 | 33 091 | 33 575 |
|               | 1717 | 1887 | 1936 | 1960 | 1986   | 2004   | 2009   | 2014   | 2019   | 2024   |